# Lucio Blanco (Guanajuato)
Lucio Blanco es una localidad del estado mexicano de Guanajuato. Es parte del municipio de León.

## Demografía
| Gráfica de evolución demográfica |
|                                  |

| Censo | Población |
| ----- | --------- |
| 1960  | 199       |
| 1970  | 204       |
| 1980  | 236       |
| 1990  | 212       |
| 2000  | 1 046     |
| 2010  | 1 218     |
| 2020  | 1 312     |